# Ptychodon
Ptychodon is een geslacht van weekdieren uit de klasse van de Gastropoda (slakken).

## Soorten
- Ptychodon blacki Dell, 1955
- Ptychodon leiodon (Hutton, 1882)
- Ptychodon protoleiodon Climo, 1978
- Ptychodon roscoei Climo, 1978